# Þuríðartindur
Þuríðartindur är en bergstopp i republiken Island. Den ligger i regionen Austurland, 260 km öster om huvudstaden Reykjavík. Toppen på Þuríðartindur är 1 741 meter över havet, eller 74 meter över den omgivande terrängen. Bredden vid basen är 0,22 km.
Trakten runt Þuríðartindur är nära nog obefolkad, med mindre än två invånare per kvadratkilometer. Det finns inga samhällen i närheten. Trakten runt Þuríðartindur är permanent täckt av is och snö.